# 张献捷
张献捷，奉天（今辽宁）人，是一名清朝政治人物。岁贡出身。
张献捷曾于1651年接替胡以宏任苏松道道员一职，1655年由张基远接任。